# Lestrimelitta nana
Lestrimelitta nana är en biart som beskrevs av Melo 2003. Lestrimelitta nana ingår i släktet Lestrimelitta och familjen långtungebin. Inga underarter finns listade i Catalogue of Life.